# La Mort de Gilgamesh
La Mort de Gilgamesh, ou Gilgamesh et la Mort, est un texte mythologique en sumérien. Il met en scène le roi-héros Gilgamesh, ici sous son nom ancien Bilgamesh, souvent employé dans les textes en sumérien.
Le texte débute par une lamentation pour Gilgamesh, qui a été saisi par le dieu Namtar, personnification du destin, de la fatalité, émissaire de la Mort, et agonise sur son lit. Le dieu Nudimmud (Enki) envoie une vision onirique au héros, celle d'une assemblée des grands dieux, qui passent en revue ses exploits, la victoire contre le monstre Huwawa et la rencontre avec l'immortel Ziusudra, la survivant du Déluge, qui lui a enseigné son savoir. Remarquant son statut particulier, en tant que fils d'une déesse, ils se posent la question de savoir s'il doit devenir lui aussi immortel. Les dieux tranchent à la négative : Gilgamesh ira aux Enfers, mais il deviendra un de ses juges, aux côtés de Ningishzida et Dumuzi. On prévoit également qu'il sera commémoré par les vivants après sa mort, lors d'une fête spécifique. Gilgamesh se réveille, ébranlé par cette vision. La suite du texte est lacunaire : le héros cherche manifestement des conseils auprès de proches à qui il expose son rêve, et ceux-ci lui disent de ne pas être triste, car il disposera d'un destin post-mortem plus favorable que celui des autres humains. Après une autre lacune, le texte présente le peuple d'Uruk en train de s'atteler à la construction du tombeau de Gilgamesh, sous les instructions du dieu Enki. Puis on procède à l'inhumation de Gilgamesh, et le peuple d'Uruk procède aux lamentation funèbres. Deux fins sont connues selon les variantes du texte : dans l'une, c'est une prière au héros ; dans l'autre, c'est un développement sur le rôle des vivants dans les rites faits aux défunts afin de préserver leur mémoire, en plaçant des statues votives dans les temples pour accomplir les rites funéraires, et en assurant la continuité de leur lignée. Ce texte présente donc un exposé des pratiques funéraires des anciens Sumériens et une réflexion sur leur finalité.